# 萨沃内斯
萨沃内斯（法語：Savenès，法語發音：[savnɛs]）是法国奧克西塔尼大區塔恩-加龙省的一个市镇，属于蒙托邦区。

## 地理
萨沃内斯（43°49'49"N, 1°12'2"E）面积22.57 平方千米，位于法国奧克西塔尼大區塔恩-加龙省，该省份为法国西南部内陆省份，北起顺时针与洛特省、阿韦龙省、塔恩省、上加龙省、热尔省和洛特-加龙省接壤。
与萨沃内斯接壤的市镇（或旧市镇、城区）包括：加龙河畔凡尔登、勒比尔戈、欧康维尔、博皮、布亚克。

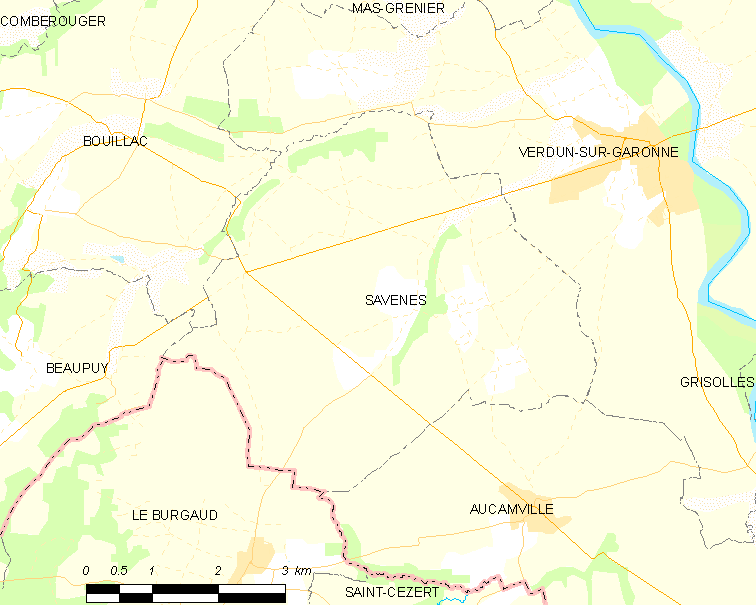
萨沃内斯的OSM定位图

萨沃内斯的时区为UTC+01:00、UTC+02:00（夏令时）。

## 行政
萨沃内斯的邮政编码为82600，INSEE市镇编码为82178。

## 政治
萨沃内斯所属的省级选区为加龙河畔凡尔登县。

## 人口

1962-2008年间萨沃内斯人口变化图示

萨沃内斯于2022年1月1日时的人口数量为828人。